# 준드웨오고현

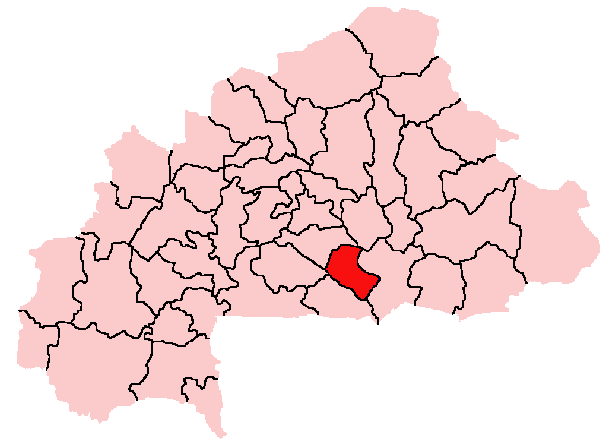
준드웨오고현의 위치

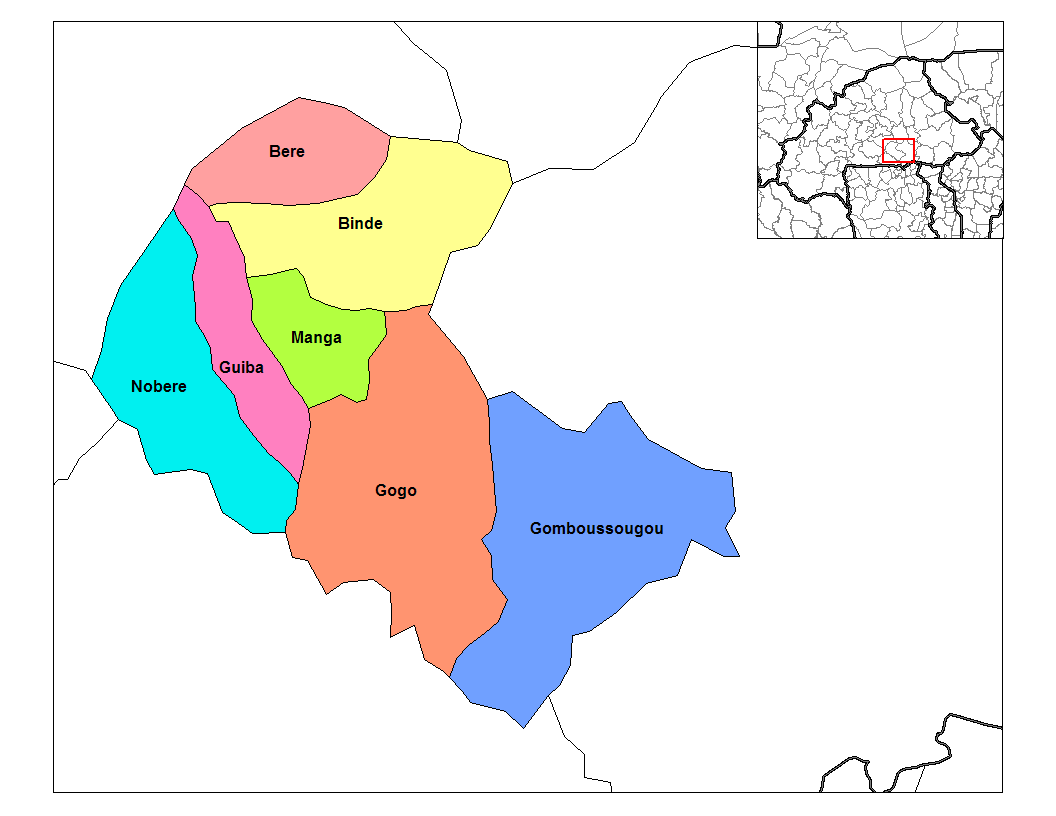
준드웨오고현의 행정 구역

준드웨오고현(프랑스어: Zoundwéogo)은 부르키나파소 중남부주에 위치한 현으로, 현도는 망가이며 면적은 3,604km2, 인구는 244,714명(2006년 기준)이다. 7개 군(베레군, 빈데군, 고고군, 곰부수고군, 기바군, 망가군, 노베레군)을 관할한다.

## 같이 보기
- 부르키나파소의 주
- 부르키나파소의 현